# Кёнигштайн (Таунус)
Кёнигштайн (нем. Königstein) — город в Германии, курорт, расположен в земле Гессен. Входит в состав района Верхний Таунус. Население составляет 15 946 человек (на 31 декабря 2010 года). Занимает площадь 25,1 км². Официальный код — 06 4 34 005.

## Достопримечательности
- Замок Кёнигштайн

## Персоны, связанные с Кёнигштайном
- Греф, Бото — немецкий археолог и историк искусства.
- Дессуар, Макс — немецкий эстетик и психолог.
- Когон, Ойген — немецкий публицист, социолог, политолог.
- Кристаллер, Вальтер — немецкий географ, автор теории центральных мест.
- Масгрейв, Ричард — американский экономист.